# Газотранспортний коридор Комарно — Ярослав
Після 2-ї світової війни певний час експорт українського газу до Польщі здійснювався в обмежених кількостях через трубопровід Опари — Стальова Воля, збудований у на початку 1940-х німецькою окупаційною владою (продукція Опарського та Рудківського газових родовищ).
Зі стартом розробки наприкінці 1950-х на сході України гігантського шебелинського родовища ресурс із менших західноукраїнських родовищ спрямували на північ (трубопровід на Білорусь та Прибалтику), а також на експорт. При цьому на польському напрямку у 1961-му спорудили першу нитку газопроводу Комарно — Держкордон СРСР — ПНР довжиною 78,3 км та діаметром 530 мм, а у 1962 році до його вихідної точки провели першу нитку Пукеничі — Комарно довжиною 41,5 км та діаметром 530 мм, яка подавала газ із родовищ стрийської групи (загальновідоме Дашавське, а також в кілька разів більші від нього Більче-Волицьке та Угерське газові родовища).
У 1966 році до системи подали ресурс із розташованого неподалік від кордону Хідновицького газового родовища (початкові запаси у півтора рази більші за Дашавське), для чого проклали перемичку Хідновичі —Дроздовичі — Держкордон довжиною 7,9 км та діаметром 530 мм.
Для нарощування експорту у 1967 році в Комарно спорудили компресорну станцію, при цьому за рік до того (за іншими даними — через рік по тому) сюди проклали другу нитку Пукеничі — Комарно діаметром 720 мм (за іншими даними — таким саме діаметром 530 мм).
Спорудження у 1970-му газопроводу Київ — Захід України — 1 (КЗУ-1), який під'єднали до траси Дашава — Мінськ у Кам'янці-Бузькій північніше від Комарно, а потім поява у середині 1970-х у Білорусі великих обсягів сибірського газу, що доставлялись із Торжка, призвели до переводу газопроводу Дашава — Мінськ у реверсний режим. Тепер він отримав нову назву Івацевичі (населений пункт у Білорусі) — Комарно та став транспортувати східноукраїнський та сибірський газ для експорту до Польщі. Як наслідок, у 1975 році спорудили другу нитку Комарно — Держкордон довжиною 78,4 км та діаметром 720 мм.
Крім того, в 1980 р. запустили другу чергу КС Комарно (ще до того, в 1972-му, власна компресорна станція з'явилась на Хідновицькому родовищі).
На польській території продовженням газотранспортного коридору від Комарно слугували три нитки Германовиці — Ярослав, котрі спорудили (за польськими даними) у 1964, 1973 та 1976 роках в діаметрах 600 мм, 500 мм та 700 мм. Від Ярослава блакитне паливо спрямовувалось у системи Ярослав — Силезія — Щецин та Ярослав — Варшава — Гданськ. З 1982-го через газопровід Германовиці — Страхотина стало можливим закачування природного газу до підземного сховища Страхотина.
Варто відзначити, що в порівнянні з іншими країнами обсяги поставок газу до Польщі були доволі низькими, що пояснюється її традиційною схильністю до використання як основного джерела енергії власного вугілля. Відповідними були і потужності по доставці газу —  дві нитки Комарно — Дроздовичі — Держкордон мали сукупну пропускну здатність лише біля 5 млрд. м³ на рік. До того ж, після введення в дію газогону Ямал-Європа основні поставки російського газу в Польщу стали здійснюватись саме через нього.
Агресія Росієї проти України, яка розпочалася у 2014 році, примусила до пошуку додаткових шляхів диверсифікації поставок газу, зокрема, реверсували газотранспортний коридор Комарно — Ярослав. Втім, він живиться за рахунок непроектного режиму роботи польської ГТС, а добові обсяги поставок по цьому напрямку у другій половині 2010-х становили менш ніж 5 млн м3. Воодночас, з 2015-го польська газотранспортна мережа має можливість імпорту блакитного палива через термінал ЗПГ Свіноуйсьце, а в 2022-му розраховує на початок поставок норвезького газу через Baltic Pipe. При цьому завершення газопроводу Щецин — Страхотина дозволить в кілька разів наростити пропускну здатність інтерконектору з Україною. Втім, існуючі потужності між кордоном та Комарно вже не розглядаються як достатні для обслуговування цього потоку. Тому для створення інтерконектору потужністю до 5 млрд. м³ між Германовицями та Більче-Волицею (де розташовані важливий газотранспортний вузол та найбільше українське підземне сховище) потрібно буде прокласти новий газопровід..